# Saint-Saëns (Sena Marítim)
Saint-Saëns és un municipi francès situat al departament del Sena Marítim i a la regió de Normandia. L'any 2007 tenia 2.524 habitants.

## Demografia

### Població
El 2007 la població de fet de Saint-Saëns era de 2.524 persones. Hi havia 1.036 famílies de les quals 320 eren unipersonals (116 homes vivint sols i 204 dones vivint soles), 344 parelles sense fills, 300 parelles amb fills i 72 famílies monoparentals amb fills.
La població ha evolucionat segons el següent gràfic:
Habitants censats

### Habitatges
El 2007 hi havia 1.172 habitatges, 1.057 eren l'habitatge principal de la família, 40 eren segones residències i 75 estaven desocupats. 864 eren cases i 303 eren apartaments. Dels 1.057 habitatges principals, 559 estaven ocupats pels seus propietaris, 473 estaven llogats i ocupats pels llogaters i 25 estaven cedits a títol gratuït; 11 tenien una cambra, 97 en tenien dues, 224 en tenien tres, 322 en tenien quatre i 403 en tenien cinc o més. 638 habitatges disposaven pel capbaix d'una plaça de pàrquing. A 512 habitatges hi havia un automòbil i a 312 n'hi havia dos o més.

### Piràmide de població
La piràmide de població per edats i sexe el 2009 era:
| Homes | Edats   | Dones |
| ----- | ------- | ----- |
| 4     | 95 o +  | 0     |
| 12    | 90 a 94 | 20    |
| 20    | 85 a 89 | 32    |
| 16    | 80 a 84 | 44    |
| 64    | 75 a 79 | 72    |
| 40    | 70 a 74 | 76    |
| 80    | 65 a 69 | 88    |
| 48    | 60 a 64 | 60    |
| 56    | 55 a 59 | 60    |
| 72    | 50 a 54 | 68    |
| 72    | 45 a 49 | 56    |
| 104   | 40 a 44 | 72    |
| 84    | 35 a 39 | 104   |
| 76    | 30 a 34 | 84    |
| 116   | 25 a 29 | 108   |
| 48    | 20 a 24 | 64    |
| 68    | 15 a 19 | 80    |
| 88    | 10 a 14 | 72    |
| 56    | 5 a 9   | 76    |
| 88    | 0 a 4   | 80    |

## Economia
El 2007 la població en edat de treballar era de 1.470 persones, 1.050 eren actives i 420 eren inactives. De les 1.050 persones actives 947 estaven ocupades (515 homes i 432 dones) i 103 estaven aturades (46 homes i 57 dones). De les 420 persones inactives 149 estaven jubilades, 114 estaven estudiant i 157 estaven classificades com a «altres inactius».

### Ingressos
El 2009 a Saint-Saëns hi havia 1.048 unitats fiscals que integraven 2.396 persones, la mediana anual d'ingressos fiscals per persona era de 15.068 €.

### Activitats econòmiques
Dels 135 establiments que hi havia el 2007, 1 era d'una empresa extractiva, 5 d'empreses alimentàries, 1 d'una empresa de fabricació d'elements pel transport, 7 d'empreses de fabricació d'altres productes industrials, 19 d'empreses de construcció, 27 d'empreses de comerç i reparació d'automòbils, 5 d'empreses de transport, 9 d'empreses d'hostatgeria i restauració, 1 d'una empresa d'informació i comunicació, 9 d'empreses financeres, 6 d'empreses immobiliàries, 14 d'empreses de serveis, 14 d'entitats de l'administració pública i 17 d'empreses classificades com a «altres activitats de serveis».
Dels 39 establiments de servei als particulars que hi havia el 2009, 1 era una gendarmeria, 1 oficina de correu, 3 oficines bancàries, 1 funerària, 1 taller de reparació d'automòbils i de material agrícola, 1 taller d'inspecció tècnica de vehicles, 1 autoescola, 2 paletes, 2 guixaires pintors, 5 fusteries, 2 lampisteries, 3 electricistes, 7 perruqueries, 1 veterinari, 5 restaurants, 2 agències immobiliàries i 1 tintoreria.
Dels 16 establiments comercials que hi havia el 2009, 2 eren supermercats, 1 una gran superfície de material de bricolatge, 3 fleques, 3 carnisseries, 1 una peixateria, 2 botigues de roba, 1 una botiga de roba, 1 una botiga de material de revestiment de parets i terra i 2 floristeries.
L'any 2000 a Saint-Saëns hi havia 21 explotacions agrícoles que ocupaven un total de 1.105 hectàrees.

## Equipaments sanitaris i escolars
El 2009 hi havia 1 psiquiàtric, 2 farmàcies i 1 ambulància.
El 2009 hi havia 1 escola maternal i 2 escoles elementals. Saint-Saëns disposava d'un col·legi d'educació secundària amb 486 alumnes.

## Poblacions més properes
El següent diagrama mostra les poblacions més properes.